# Edam (ser)
Edam, Edammer – gatunek sera półtwardego, podpuszczkowego, dojrzewającego, produkowanego z mleka krowiego lub rzadziej - koziego. Pochodzi z okolic holenderskiego miasta Edam. Produkowany jest w postaci kulistej o wadze ok. 1,7 kg. Edam jest sprzedawany w żółtej lub czerwonej, woskowej otoczce, a sery mające ponad 17 tygodni - w czarnej. Edam jest gatunkiem odpornym na starzenie i, co za tym idzie, łatwym w transporcie, co pomiędzy XIV i XVIII wiekiem uczyniło go najpopularniejszym rodzajem sera konsumowanego na statkach i w koloniach.
Większość krótko dojrzewających serów edam sprzedawanych w sklepach ma smak bardzo łagodny, lekko słony i pikantny, a w porównaniu do innych serów prawie nie ma zapachu. Wraz z wiekiem, ser nabiera silniejszego aromatu i twardnieje. Oczka sera edam są okrągłe, wielkości ziarnka grochu. Edam cechuje się także niższą od innych gatunków zawartością tłuszczu.
W Polsce jest produkowany ser edamski. W XIX wieku ser wzorowany na edamie dał początek lechickiemu (także litewskiemu czy nowogródzkiemu).

## Galeria

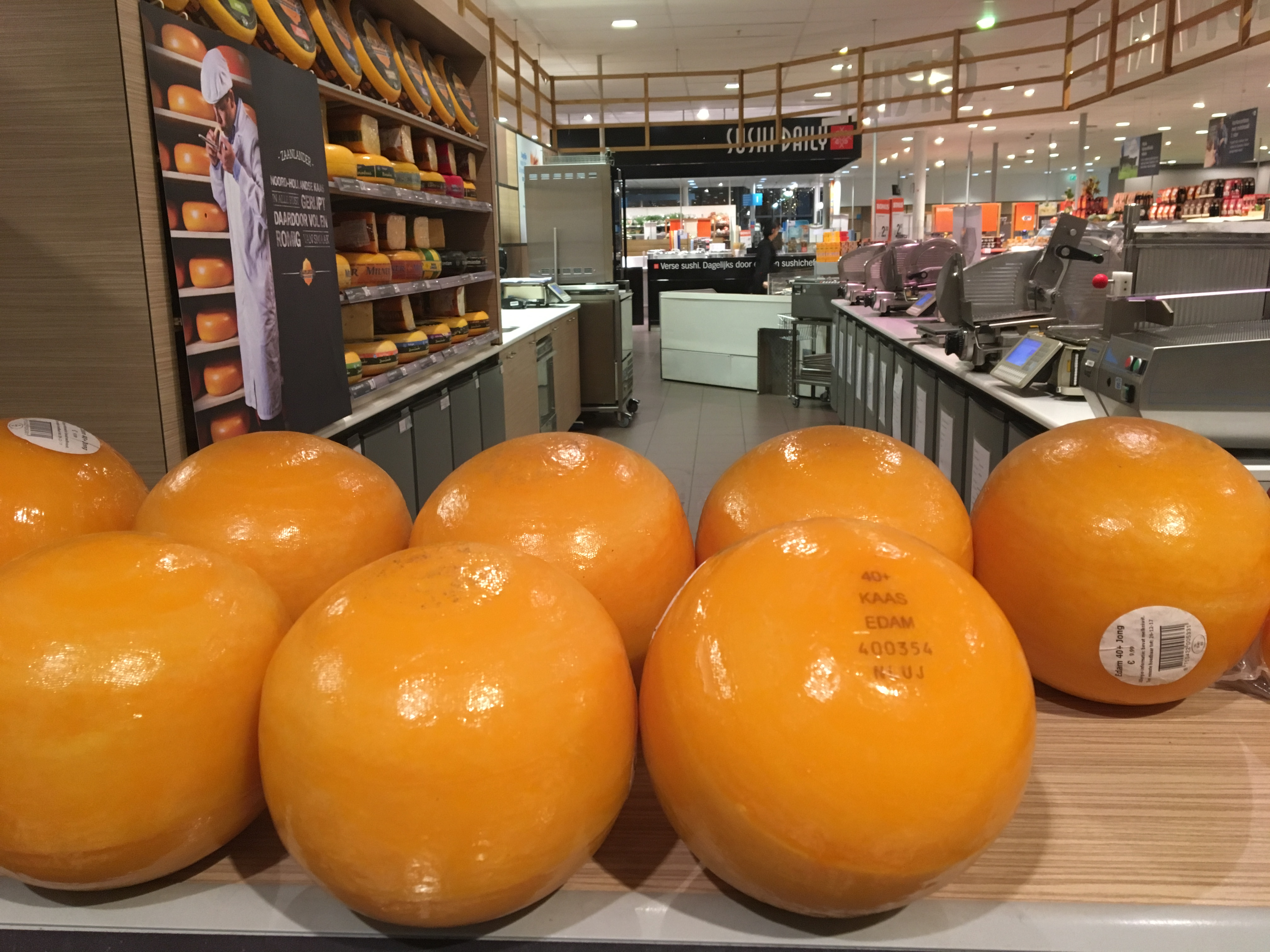
Sery Edam w sklepie.
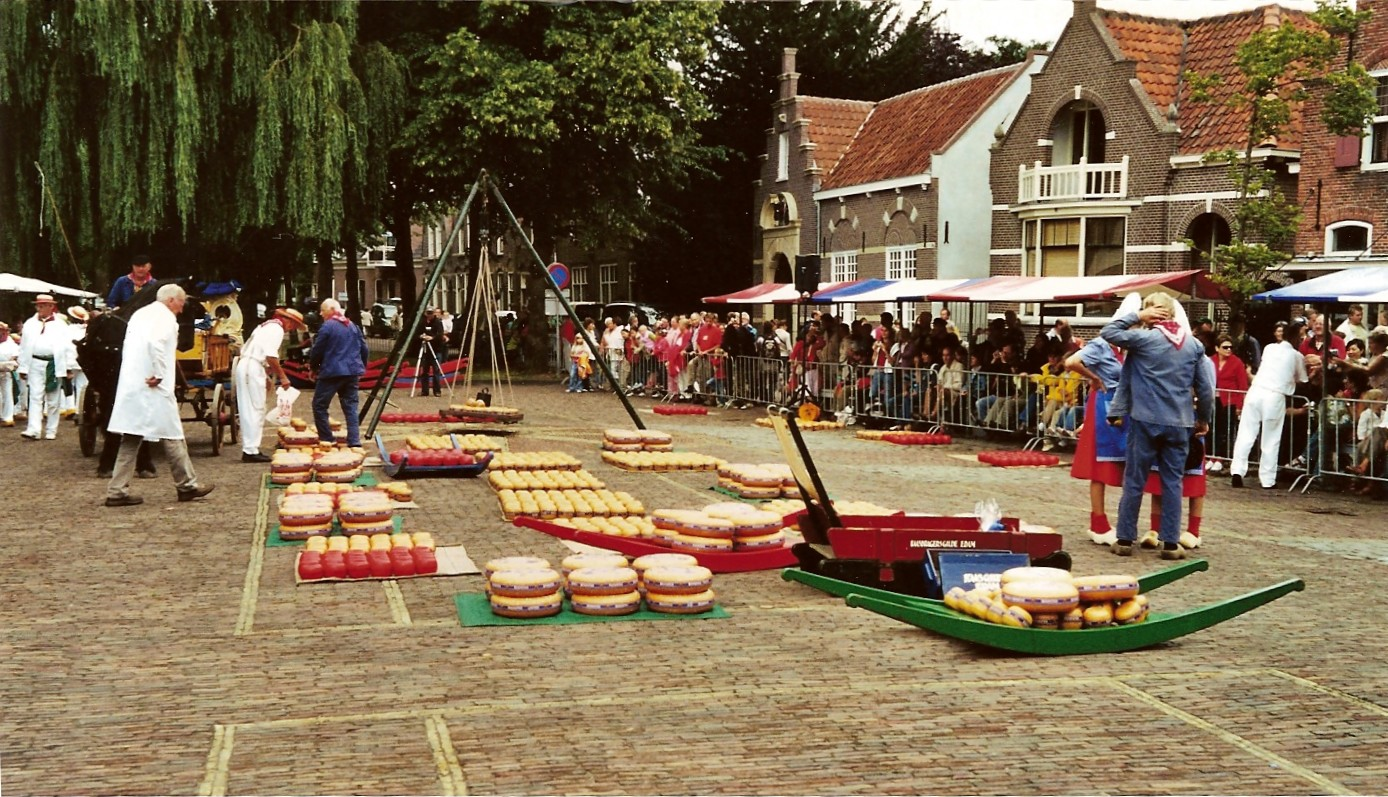
Targ serów w Edam.
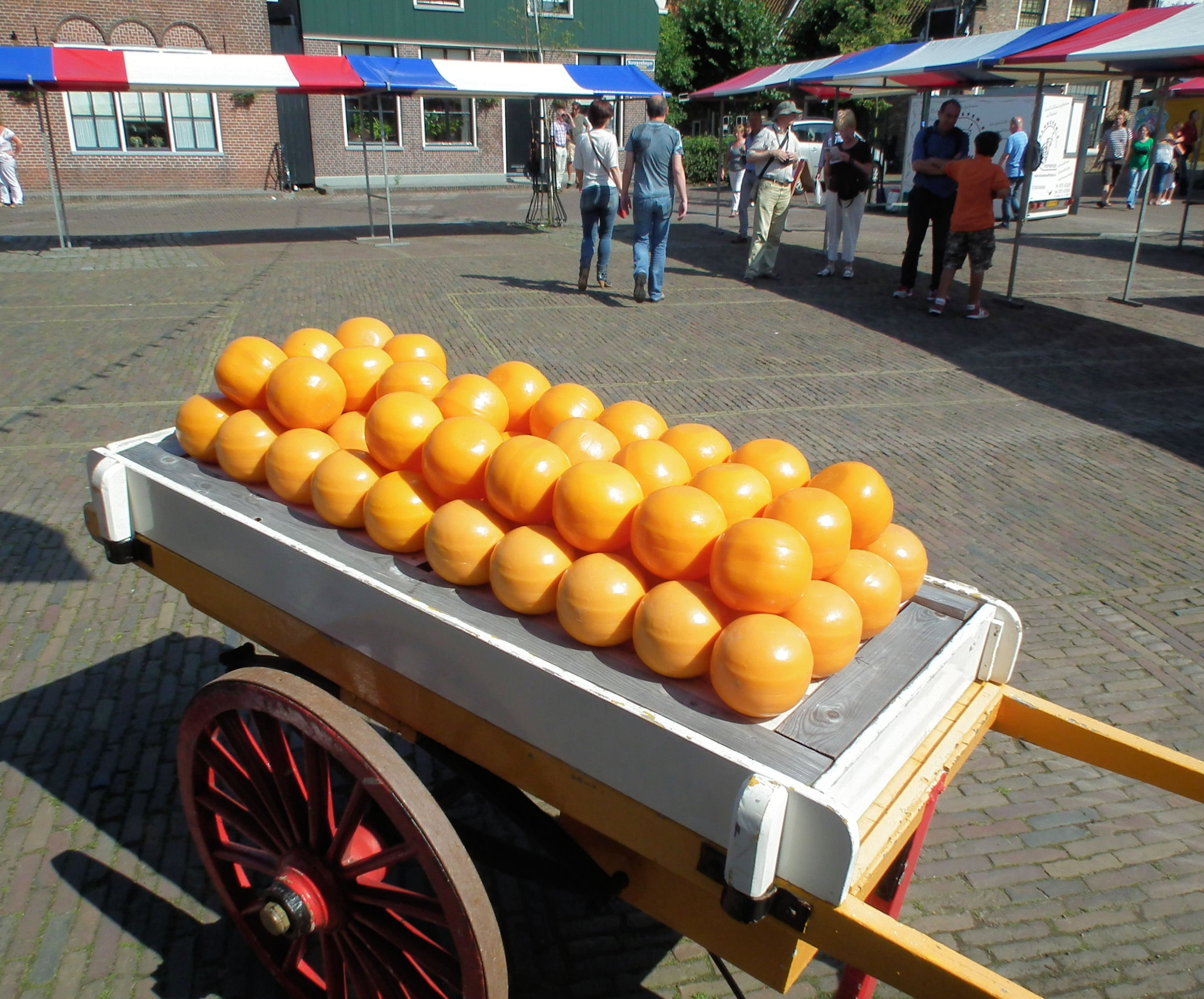
Sery Edam przywiezione na targ.